# River Viiperi
River Viiperi   (Eivissa, 4 d'agost de 1991) és un model hispanofinès.

## Trajectòria
Nascut a l'illa d'Eivissa de mare finesa i pare espanyol, amb 4 anys es va mudar a Finlàndia. Després va viure a les Canàries un any i a Madrid un temps més.
Frustrat amb els estudis i sense haver acabat la secundària, a 19 anys, va començar a fer campanyes publicitàries i es va tornar famós de seguida, cosa que el va dur a treballar amb marques de prestigi internacional com ara Ralph Lauren, Bershka, Versace, i H&M. L'any següent, el 2010, va fer el salt a la passarel·la inaugurant la gala de Calvin Klein. Al llarg dels anys, ha desfilat també per a Dolce & Gabbana, Armani, Moschino i altres cases de moda destacades.
L'any següent de debutar en la indústria, va esmentar els futbolistes David Beckham i Cristiano Ronaldo com a figures de referència. Més tard, el 2013, va fer públic el seu desig de fer cinema.

## Vida personal
El seu pare, Rafael Canomanuel, és un agent immobiliari madrileny i la seva mare, Riitta Viperi, una exmodel finesa. Té una germana gran anomenada Luna. Gràcies a la seva genealogia, parla tres idiomes amb fluïdesa: castellà, finès i anglès.
Per la seva feina, ha viscut en diferents moments a les ciutats de Londres, Milà i Nova York. En homenatge a sa mare, que és qui el va ajudar a emprendre el camí del modelatge, des de l'inici de la seva carrera es fa dir pel segon cognom.
Malgrat que d'infant practicava futbol, pàdel, natació i arts marcials, actualment es dedica exclusivament a la natació i a entrenar al gimnàs.
Va sortir amb la socialité Paris Hilton des del setembre del 2012 fins al juliol del 2014.
El 2018, va fer-se oficial que sortia amb la model catalana Jessica Goicoechea i, a més, li feia de mànager. Amb tot, el març del 2020 va ser detingut pels Mossos d'Esquadra en un cas de presumpta violència de gènere. Ella va tallar el vincle amb ell, el va denunciar a les autoritats espanyoles i més tard va anunciar públicament que havia estat una situació reiterada i que havia estat una de les pitjors etapes de la seva vida. Tot seguit, Viiperi va desmentir aquesta acusació vehementment.